# Сігрід Шведська (1566–1633)
Сігрід Еріксдоттер Шведська (15 жовтня 1566 – 1633) — шведська принцеса, узаконена дочка шведського короля Еріка XIV і його коханки, пізніше дружини і королеви, Карін Монсдоттер .

## Біографія
Сігрід народилася в замку Сварцйо, Фарінгсе, у короля Еріка та Карін Монсдоттер до їхнього шлюбу, але з самого початку до неї ставилися як до законної. Нею опікувалася Йоганна (Жанна) де Ербовіль, дружина французького знатного іммігранта-гугенота. Батько морганатично одружився з матірю у 1567 році, а офіційно — у 1568 році, коли вона була облагороджена та коронована на королеву під ім’ям Катаріна Магнусдоттер. Зігрід була присутня на весіллі матері та на її коронації разом із братом Густавом. Весілля було унікальним; ніколи раніше діти пари не були присутні на королівському весіллі. Присутність дітей була способом продемонструвати свій новий статус: вони обоє були офіційно підтверджені як законні, а Зігрід і її брат отримали всі привілеї королівської принцеси і принца.
У 1568 році її батько був скинутий, а його сім'я, включаючи Зігрід, була ув'язнена разом з ним. Зігрід періодично дозволялося жити поза домашнім арештом її батьків, під опікою Гербовіля і вдови королеви Кетрін Стенбок. У 1573 році вона була відібрана від батька і разом з матір'ю доставлена до замку Турку у Фінляндії. У 1575 році вона була розлучена з братом, який був вилучений з-під опіки матері. У 1577 році її батько помер, а Зігрід і її мати були звільнені, їм було дозволено оселитися в маєтку Люксіала у Фінляндії.
Її становище після звернення батька було дещо незрозумілим, але вона не мала повного становища королівської принцеси: на приписуваній їй картині вона названа: «Fröken Sigrid Vasa, Konung Eriks äkta dotter » («Міс Сігрід Васа, законна дочка короля Еріка»), а не «принцеса». Титул «Міс» використовувався лише шляхтанками до ХІХ століття. Проте, у неї були добрі стосунки з батьківською родиною. У 1582 році вона була призначена фрейлінкою своєї двоюрідної сестри, принцеси Анни Шведської, і поїхала з нею до Польщі, де була присутня на коронації короля Сигізмунда III Вази в 1587 році. Незабаром після цього вона знову зустрілася зі своїм братом Густавом у Польщі. Після цього брат і сестра після не зустрічалися.
У 1587 році Сігрід отримала феодальне володіння садибу Люксіала, а також право її успадкування. Незрозуміло, чи означало це, що Люксіала тепер була власністю Сігрід, а не Карін, але після цього Зігрід отримала власний дохід від маєтку. Сігрід мала близькі стосунки з матір'ю і часто відвідувала її у Фінляндії. Незрозуміло, як довго Сігрід залишалася при дворі Анни, але в 1596 році вона знову жила у Фінляндії, а на весіллі в 1597 році Анна отримала дозвіл вступити в шлюб, вказуючи на те, що вона все ще формально була в цей час дівчиною. У 1599 році Сігрід пішла за своїм чоловіком у вигнання до Риги, куди він втік від Карла IX як відомий вірний королю Сигізмунду. У 1603 році вдовою вона повернулася до Фінляндії. Після другого шлюбу в 1609 році Сігрід жила при шведському дворі, де її чоловік мав посаду. Підтверджується, що вона час від часу мала конфлікти з Карлом IX щодо фінансових питань, і що король у таких випадках називав її «сволочою», але ніщо не вказує на те, що вона була якимось при дворі чином зневажена.

## Сім'я
У 1597 році вона вступила в шлюб зі шляхтичем Генріком Классоном Тоттом (помер у 1603 році).
Діти:
- Оке Генрікссон Тотт (1598–1640)
- Анна Генріксдоттер Тотт померла в дитинстві
- Ерік Генрікссон Тотт (помер 1621)

10 вересня 1609 року вона пошлюбила голову графства і суддю королівської ради Нільса Нільссона (Natt och Dag). Їхнє весілля відбулося в замку Тре Кронор у Стокгольмі.